# Jan Frederik Gronovius
Jan Frederik Gronovius (Leiden, 10 februari 1690 – aldaar, 10 juli 1762) was een Nederlandse botanicus en een van de beschermheren van Linnaeus toen die in Nederland verbleef.
Hij is de zoon van Jacobus Gronovius de filoloog en de vader van Laurens Theodorus Gronovius die ichthyoloog was.
Gronovius speelde een grote rol in het kennisnetwerk, vooral van botanische aard, dat zich in de jaren na 1730 tussen de Republiek, Groot-Brittannië en hun Amerikaanse kolonieën ontwikkelde. Een goed voorbeeld is de tweede uitgave van de Flora. Deze kwam tot stand in Leiden en niet in Londen, omdat de Britse plantkundige Peter Collinson Gronovius ervan overtuigde dat het wenselijk was om dit "work so much wanted and so much desired" op de markt te brengen. Gronovius stond in contact met andere botanici die de Amerika's bezochten zoals Mark Catesby. James Clayton in Virginia, John Bartram in Pennsylvania en Cadwalladar Colden in New York stuurden hem monsters van planten, dieren en mineralen en van zijn kant hield Gronovius hen op de hoogte van boeken die in de Republiek uitgegeven werden en werk van Europese geleerden zoals Linnaeus, Musschenbroek en Lulofs. Colden en Bartram brachten Gronovius in contact met Benjamin Franklin. Colden stuurde hem Franklin's beschrijving van een nieuwe haard die Gronovius in het Nederlands vertaald uitgaf. Dit was de eerste buitenlandse publicatie van Franklin's werk.
Gronovius riep de hulp in van Linnaeus om de veelheid van plantenspecimens die Clayton hem zond uit Virginia te verwerken en in 1739 gaf hij een Flora of Virginia uit, overgens buiten medeweten van Clayton. Gronovius beschreef veel soorten. Een daarvan is Linnaea een klein onopvallend, kortbloeiend bloempje van Lapland dat hij naar zijn vriend Linnaeus vernoemde. Een andere is het genus Gerbera dat hij vernoemde naar een Duitse plantkundige Traugoot Gerber.
Gronovius sprak goed Engels en zijn brieven met correspondenten aan de andere kant van de oceaan waren dan ook in die taal en niet in Latijn of Frans. Een van de redenen daarvoor is dat er een hele groep Engelstalige voormalige studenten van de Leidse universiteit bestond. Lewis Johnston, Isaac Lawson, Richard Richardson en Phineas Bond hadden er allemaal gestudeerd en de aanwezigheid van deze Engelse studenten had Gronovius de gelegenheid gegeven hun taal goed te leren.

## Vernoeming
Cuscuta gronovii (Oeverwarkruid), een uit Noord-Amerika afkomstige plant uit de Windefamilie (Convolvulaceae), is vernoemd naar Gronovius en had voorheen als Nederlandse naam Gronovius' warkruid.
- Author citation (botany): Gronov.
- Biografisch Portaal: 51473088
- Digitale Bibliotheek voor de Nederlandse Letteren: gron046
- Gemeinsame Normdatei: 129309850
- International Standard Name Identifier: 0000 0000 4049 3621
- Library of Congress Control Number: n86853069
- Nationale Bibliotheek van Letland: 000292521
- Mathematics Genealogy Project: 124062
- Nederlandse Thesaurus van Auteursnamen: 070066922
- Réseau des bibliothèques de Suisse occidentale: 02-A026874827
- LIBRIS: 259863
- SNAC: w6669tht
- Système universitaire de documentation: 078240603
- Virtual International Authority File: 25679392
- WorldCat: E39PCjvYRFgVrGhpyjb3yB4jG3